# Open MPI
Open MPI è una implementazione di MPI, un protocollo di comunicazione utilizzato nelle applicazioni per sistemi a memoria distribuita per il calcolo parallelo. È un progetto che combina tecnologie e risorse di diversi altri progetti (FT-MPI, LA-MPI, LAM/MPI, and PACX-MPI) con lo scopo di costruire la miglior libreria Message Passing Interface (MPI) disponibile. Open MPI implementa interamente lo standard MPI-2.